# Сан-Сальво
Сан-Сальво (итал. San Salvo) — коммуна и город в Италии, расположена в регионе Абруццо, подчиняется административному центру Кьети.
Население составляет 17 348 человек, плотность населения составляет 913 чел./км². Занимает площадь 19 км². Почтовый индекс — 66050. Телефонный код — 0873.
Покровителем коммуны почитается святой Виталий Миланский. Праздник ежегодно празднуется 28 апреля.